# Mexicaanse tortilla

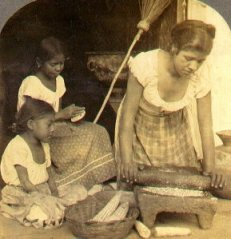
Traditioneel tortilla maken:
De moeder maalt het maïs met een stenen mano en metate terwijl de oudere dochter het deeg in tortillas kneedt. (El Salvador, c. 1900)

Als volksvoedsel in de Mexicaanse en Midden-Amerikaanse keuken, is een tortilla een soort ongezuurd plat brood, gemaakt van genixtamaliseerde maïs. De maistortilla is de essentie van de Mexicaanse keuken en wordt in verschillende hoedanigheden gebruikt.
De ongerelateerde Spaanse tortilla is een soort omelet.

## Tortilla maken

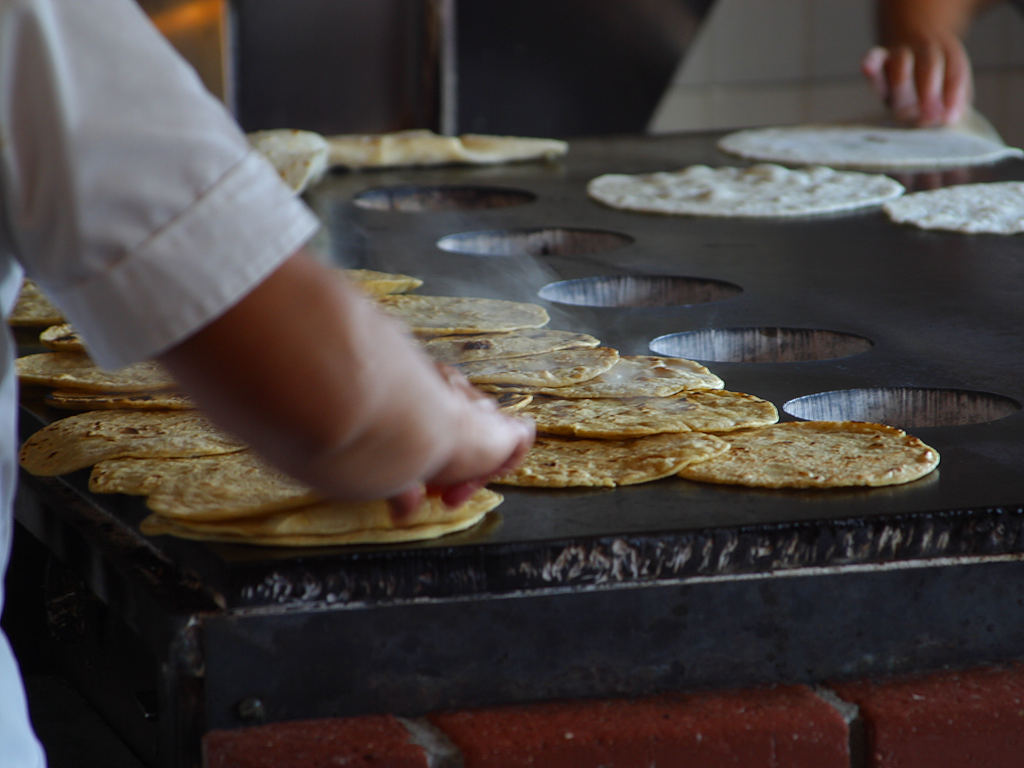
Tortilla's worden gebakken op de markt in San Diego.

De traditionele tortilla wordt, sinds precolumbiaanse tijden, gemaakt van maïs. Het wordt gemaakt door de maïs in kalkwater te weken (waardoor de schilletjes loslaten), het te vermalen met vulkanische stenen en vervolgens in een deeg te kneden dat masa nixtamalera genoemd wordt. Dan komt het platduwen in dunne stukken en het bakken op een zeer hete comal, een bakplaat van metaal of (traditioneler) aardewerk. 
In Mexico, vooral in de steden, worden tortillas meestal machinaal gemaakt en zijn ze erg dun en gelijk, maar in El Salvador of Guatemala worden ze nog vaak met de hand gemaakt en zijn ze dikker. Tortillas worden normaal warm geserveerd en gegeten; als ze afkoelen krijgen ze een rubberachtige textuur en zijn ze minder lekker. 
Traditioneel werd vanaf de Meso-Amerikaanse culturen tot in het midden van de 20e eeuw de masa gemaakt door de vrouwen met behulp van een mano (een cilindervormige steen zoals een deegroller) en een metate (een stenen basis met een licht holle bovenkant).
Tegenwoordig zijn er in supermarkten wereldwijd vele commerciële soorten tortillas te koop. Vaak zijn deze tortillas echter gemaakt van tarwe. De echte maistortilla wordt gemaakt van 100 procent mais. 
De tarwemeeltortilla was een innovatie nadat tarwe uit Spanje naar de nieuwe wereld was gebracht in de toenmalige kolonie Nieuw-Spanje. Tortillas worden gemaakt met ongezuurd, met water aangemaakt deeg, gerold en gebakken, net als maïstortillas. Deze tortillas lijken erg op het ongezuurde brood dat gegeten wordt in Arabische, Oost-Mediterrane en Zuid-Aziatische landen, maar dunner en kleiner in diameter.
Tortillas variëren in grootte van 6 tot meer dan 30 cm, afhankelijk van het gebied van het land en het gerecht waar het voor bedoeld is.
In Argentinië, Bolivia en zuidelijk Chili wordt een ander soort platbroden van tarwebloem gemaakt. Deze 'tortilla's' zijn kleiner en meestal zouter en worden geroosterd in de as van een traditionele oven. Deze soort heet Sopaipilla. In Chili en Argentinië kunnen ze ook zoet zijn door ze eerst in gezoet water te koken.